# Batolito de Albalá
El batolito de Albalá es un afloramiento granítico que recibe el nombre del municipio de Albalá, situado al sur de la provincia de Cáceres. La superficie del afloramiento es de aproximadamente 200 km², presenta una forma elongada en cartografía, con su eje mayor orientado
en dirección NNO-SSE y está situado a una altitud media de 500 m s. n. m. entre los municipios de Albalá, Torremocha, Aldea del Cano y otros municipios de los alrededores.
Según los estudios geoquímicos, el granito de Albalá se puede clasificar en relación con su potencial uranífero, como un granito fértil para su explotación minera. De hecho, Albalá fue muy conocida en los tiempos del uranio, mineral de sus berrocales, donde se sitúan antiguas minas como La Carretona, El Gallo y Pozo Norte, explotadas en los años setenta y que aún se conservan.